# Sobieradz (jezioro)
Sobieradz (do 1945 r. niem. Freischulzen-See) – jezioro położone na południe od wsi Sobieradz w gminie Gryfino, powiat gryfiński, województwo zachodniopomorskie, w zachodniej części Pojezierza Zachodniopomorskiego na Równinie Wełtyńskiej.
Od 1895 roku na południe od jeziora Sobieradz przebiegała linia kolejowa Gryfino-Pyrzyce. Przewozy zawieszono w 1996 roku, a w 2002 roku zapadła decyzja o likwidacji linii. Na zachód od jeziora przebiega droga ekspresowa S3.